# Фелинская, Ева
Ева Фелинская (пол.  Ewa Felińska ); (26 декабря 1793, д. Узнога Слуцкого уезда Минской губернии — 20 декабря 1859), Воютин Луцкого уезда Волынской губернии) — польская писательница, автор воспоминаний, участница польского национального освободительного движения.

## Биография
Родилась в небогатой шляхетской семье. Отец ― новогрудский адвокат Зигмунд Вендорфф, мать ― Софья Сагайло. После смерти отца была отдана на воспитание богатым родственникам в соседнее село Голынка. В 18-летнем возрасте вышла замуж за Герарда Фелинского и переехала в его поместье Воютин на Волыни. В браке Ева стала матерью десятерых детей, однако четыре старших из них умерли в раннем возрасте. Среди остальных трёх сыновей и трёх дочерей воспитала будущего архиепископа Варшавы, святого Римско-католической церкви Зигмунта Фелинского и дочь ― Паулину (1819—1843), жену художника Адама Шемеша.
Когда умер муж, Ева Фелинская в 1833 году переехала в Кременец, стараясь дать детям лучшее образование и воспитание. Здесь она завязала контакты с главой общества Содружество польского народа Шимоном Конарским. Стала секретарем Содружества, отвечала за иностранную корреспонденцию, создала отделение организации ― «Женское общество». После раскрытия конспиративной сети, в июле 1838 года Фелинская была арестована и по приговору суда сослана в Берёзов Тобольской губернии на реке Обь.
Ева Фелинская была первой полькой, сосланной в Сибирь. В 1841 году условия её пребывания улучшились после перевода в Саратов на Волге, где Ева находилась до 1844 года. Несмотря на антиправительственную в прошлом деятельность, она была тепло принята семьей саратовского вице-губернатора К. К. Оде-де-Сиона. В частности, супруга последнего, Луиза Федоровна помогла ей по приезде обставить жилище мебелью из собственных запасов. В Саратове жили её дочь Паулина и сосланный зять Адам Шемеш. При родах, Паулина умерла; Ева Фелинская, получив к тому времени свободу, забрала новорожденного Павлика и увезла его в Воютин.

## Творчество
После ссылки активно занялась литературным творчеством. В «Дневнике…» времен ссылки (опубликован в виленском журнале «Athenaeum», 1846) описала свои впечатления от природы Западной Сибири, восстание хантов и ненцев под руководством Ваули Пиеттомина, быт и фольклор народов Севера и Поволжья. Опубликовала в Вильно в 1852—1853 годах на польском языке воспоминания о своём «путешествия» в Сибирь, жизнь в Берёзове и Саратове (переведены на английский, французский и датский языки и восприняты современниками как документ эпохи). В повестях «Герсилия» (1849), «Пан депутат» (1852), «Племянница и тетя» (1853), в «Воспоминании о жизни» (1856), (1859—1860) и других произведениях показала жизнь различных слоёв польского и белорусского общества, особенно знати. «Воспоминания…» являются ценным произведением по истории нравов на Беларуси, Волыни и в Литве конца XVIII — начале XIX века. К сожалению, смерть не позволила ей закончить эту работу.